# مقاطعة شام شوي بو

موقع مقاطعة شام شوي بو في هونغ كونغ.

مقاطعة شام شوي بو (بالصينية: 深水埗區) هي واحدة من 18 مقاطعة إدارية في هونغ كونغ. يعتبر أفقر الأحياء في هونغ كونغ، حيث توجد غالبية الطبقة العاملة من السكان التي تبلغ حوالي 365.540 نسمة، وذات أدنى متوسط دخل للأسرة.

## وصلات خارجية
1. ↑  GeoNames (بالإنجليزية), 2005, QID:Q830106
2. ↑  الجداول الأساسية للمنطقة والمناطق المجلس : هونغ كونغ 2006 بواسطة - التعداد نسخة محفوظة 22 يوليو 2017 على موقع واي باك مشين.

</references>
- مجلس مقاطعة شام شوي بو